# Evan McPherson
Evan McPherson (* 21. Juli 1999 in Fort Payne, Alabama) ist ein US-amerikanischer American-Football-Spieler auf der Position des Kickers. Aktuell spielt er für die Cincinnati Bengals in der National Football League (NFL).

## Frühe Jahre
McPherson wurde in Fort Payne geboren. Er besuchte die Fort Payne High School, an der er in der Footballmannschaft als Kicker aktiv war. Seine beiden Brüder Logan und Alex waren ebenfalls Kicker an der Highschool, Logan spielte schließlich als Punter für die Louisiana Tech University, Alex galt als bester Kicker seines Jahrgangs und spielte ab der Saison 2022 als Kicker für die Auburn University. Evan McPherson war selbst in allen seinen vier Highschooljahren Kicker und Punter der Mannschaft. In seinem letzten Highschooljahr gelang ihm ein Field Goal aus 60 Yards sowie ein 84-Yards langer Punt. Aufgrund seiner guten Leistungen durfte er am Under Armour All-American Spiel teilnehmen, in dem er seine beiden Extrapunkte verwandelte. Daneben war McPherson auch in der Fußballmannschaft seiner Schule aktiv. Mit ihr konnte er in seinem zweiten Jahr die Meisterschaft der Klasse 6A im Staat Alabama gewinnen, wobei McPherson das Siegtor im Finale schoss.
Nach seinem Highschoolabschluss erhielt McPherson ein Stipendienangebot der University of Florida in Gainesville, Florida, für die er fortan in der Footballmannschaft als Kicker aktiv war. Dort wurde er bereits in seinem ersten Jahr Stammspieler als Kicker und konnte als Freshman alle 50 Extrapunkte sowie 17 von 19 Fieldgoals verwandeln. Insgesamt gelangen ihm in den drei Jahren in 37 Spielen 149 von 150 Extrapunkten sowie 51 von 60 Field Goals, das weiteste aus 55 Yards. Er entwickelte sich zu einem der besten Kicker seines Jahrgangs und konnte den Rekord für die meisten prozentual erzielten Field Goals in der College-Karriere der SEC einstellen. Daneben war er auch mit seinem Team erfolgreich. So konnten sie 2018 den Peach Bowl sowie 2019 den Orange Bowl gewinnen.

## NFL
Beim NFL-Draft 2021 wurde McPherson in der 5. Runde an 149. Stelle von den Cincinnati Bengals ausgewählt. Er war der erste und einzige Kicker, der in diesem Jahr beim Draft ausgewählt wurde. In der Saisonvorbereitung 2021 setzte er sich gegen Austin Seibert durch und wurde zum Starter auf der Position des Kickers ernannt. Sein NFL-Debüt gab er direkt am 1. Spieltag der Saison 2021 beim 27:24-Sieg gegen die Minnesota Vikings, bei dem er alle drei Extrapunkte sowie zwei Field Goals erzielte, darunter eines aus 53 Yards sowie ein spielentscheidendes aus 34 Yards in Overtime. Aufgrund dieser Leistung wurde er zum AFC Special Teams Player of the Week ernannt. Beim 34:11-Sieg gegen die Detroit Lions am 6. Spieltag gelangen ihm erstmals insgesamt 10 Punkte, am 11. Spieltag gelangen ihm beim 32:13-Sieg gegen die Las Vegas Raiders insgesamt 14 Punkte, und er konnte vier Field Goals verwandeln, beides Karrierebestwerte. Daraufhin wurde er erneut zum AFC Special Teams Player of the Week gekürt. Am 15. Spieltag gelang ihm beim 15:10-Sieg gegen die Denver Broncos ein Field Goal aus 58 Yards, was bis dato seine Karrierehöchstleistung ist und wodurch er den Franchise Rekord der Bengals für das längste Field Goal einstellte. Insgesamt konnte er im Dezember 2021 9 von 11 Field Goals erzielen und wurde zum AFC Special Teams Player of the Month gewählt. Beim 34:31-Sieg gegen die Kansas City Chiefs konnte er sein insgesamt drittes spielentscheidendes Field Goal erzielen, durch das die Bengals die AFC North gewannen und sich für die Play-offs qualifizierten. Insgesamt konnte er in seiner Rookie-Saison 28 von 33 Fieldgoalversuchen verwandeln und wurde aufgrund seiner guten Leistungen ins PFWA All-Rookie-Team gewählt. In der Divisional Round der Play-offs verwandelte McPherson gegen die Tennessee Titans vier Field Goals, darunter mit auslaufender Uhr aus 52 Yards das Field Goal zum 19:16-Sieg. Damit zogen die Bengals zum ersten Mal seit 33 Jahren in das AFC Championship Game ein. Dort trafen sie auf die Kansas City Chiefs. In der regulären Spielzeit konnte McPherson alle drei Fieldgoalversuche verwandeln und in der Overtime auch das entscheidende Field Goal zum 27:24-Sieg kicken. Somit qualifizierten sich die Bengals für Super Bowl LVI, den sie allerdings mit 20:23 gegen die Los Angeles Rams verloren. McPherson konnte allerdings seine beiden Field-Goal-Versuche und Extrapunktversuche verwandeln. Mit insgesamt 14 verwandelten Field Goals in der Postseason der Saison konnte er den Rekord von Adam Vinatieri aus dem Jahr 2006 egalisieren.
In der folgenden Saison blieb McPherson Kicker der Bengals. Direkt am 1. Spieltag der Saison 2022 konnte McPherson bei der 20:23-Niederlage gegen die Pittsburgh Steelers ein Field Goal aus 59 Yards erzielen, wodurch er seinen Franchise-Rekord bei den Cincinnati Bengals aus der Vorsaison brechen konnte und einen neuen persönlichen Karrierebestwert erreichte. Nachdem er beim 27:15-Sieg gegen die Miami Dolphins am 4. Spieltag insgesamt zwei Field Goals erzielt sowie drei Extrapunktversuche verwandelt hatte, wurde er zum AFC Special Teams Player of the Week ernannt. Beim 37:30-Sieg gegen die Pittsburgh Steelers am 11. Spieltag konnte McPherson insgesamt 13 Punkte erzielen, sein Saisonbestwert. Er beendete die Saison mit 24 Field Goals aus 29 Versuchen und insgesamt 112 Punkten. Wie schon in der Vorsaison konnten sich die Bengals für die Playoffs qualifizieren. Nach siegen gegen die Baltimore Ravens und die Buffalo Bills scheiterten sie diesmal jedoch an den Kansas City Chiefs im AFC Championship Game. Beim 19:16-Sieg gegen die Los Angeles Rams am 3. Spieltag der Saison 2023 erzielte McPherson erneut 13 Punkte. Er beendete die Saison mit 26 Field Goals, konnte jedoch auch alle 40 Extrapunktversuche verwandeln. 2023 verpasste er mit seinem Team jedoch die Playoffs.

## Karrierestatistiken

### Regular Season
| Saison                             | Team             | Spiele | Fieldgoals | Fieldgoals | Fieldgoals | Fieldgoals | Extrapunkte | Extrapunkte | Extrapunkte | Erzielte Punkte |
| Saison                             | Team             | Spiele | Versuche   | Erzielt    | %          | Längstes   | Versuche    | Erzielt     | %           | Erzielte Punkte |
| ---------------------------------- | ---------------- | ------ | ---------- | ---------- | ---------- | ---------- | ----------- | ----------- | ----------- | --------------- |
| 2021                               | Bengals          | 16     | 33         | 28         | 84,8       | 58         | 48          | 46          | 95,8        | 130             |
| 2022                               | Bengals          | 16     | 29         | 24         | 82,8       | 59         | 44          | 40          | 90,9        | 112             |
| 2023                               | Bengals          | 17     | 31         | 26         | 83,9       | 56         | 40          | 40          | 100,0       | 118             |
| 2024                               | Bengals          | 12     | 22         | 16         | 72,7       | 56         | 38          | 37          | 97,4        | 85              |
| Gesamte Karriere                   | Gesamte Karriere | 61     | 115        | 94         | 81,7       | 59         | 170         | 163         | 95,9        | 445             |
| Quelle: pro-football-reference.com |                  |        |            |            |            |            |             |             |             |                 |

### Postseason
| Saison                             | Team             | Spiele | Fieldgoals | Fieldgoals | Fieldgoals | Fieldgoals | Extrapunkte | Extrapunkte | Extrapunkte | Erzielte Punkte |
| Saison                             | Team             | Spiele | Versuche   | Erzielt    | %          | Längstes   | Versuche    | Erzielt     | %           | Erzielte Punkte |
| ---------------------------------- | ---------------- | ------ | ---------- | ---------- | ---------- | ---------- | ----------- | ----------- | ----------- | --------------- |
| 2021                               | Bengals          | 4      | 14         | 14         | 100,0      | 54         | 6           | 6           | 100,0       | 48              |
| 2022                               | Bengals          | 3      | 5          | 5          | 100,0      | 39         | 7           | 6           | 85,7        | 21              |
| Gesamte Karriere                   | Gesamte Karriere | 7      | 19         | 19         | 100,0      | 54         | 13          | 12          | 92,3        | 69              |
| Quelle: pro-football-reference.com |                  |        |            |            |            |            |             |             |             |                 |